# Układ komorowy

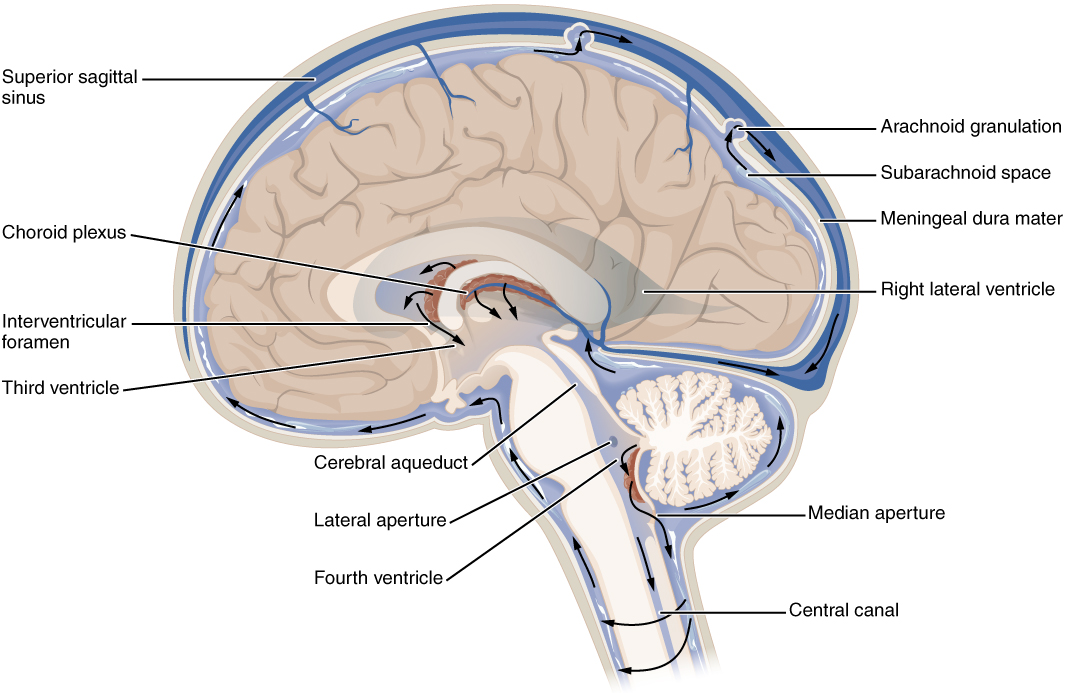
Schemat przedstawiający krążenie płynu mózgowo-rdzeniowego w mózgowiu

Schemat 3D układu komorowego. Niebieski – komory boczne; jasnoniebieski – otwory międzykomorowe; żółty – komora trzecia; czerwony – wodociąg mózgu; fioletowy – komora czwarta; zielony – kanał środkowy rdzenia kręgowego

Układ komorowy (łac. systema ventricularis) – zbiór czterech przestrzeni wewnątrz mózgowia, w których wytwarzany jest płyn mózgowo-rdzeniowy, i z których następnie wydostaje się on do przestrzeni podpajęczynówkowej, gdzie krąży, otaczając cały ośrodkowy układ nerwowy. Płyn ten wytwarzany jest z osocza krwi przez splot naczyniówkowy. Układ komorowy, podobnie jak kanał środkowy rdzenia kręgowego, wyścielony jest ependymą, wyspecjalizowanym typem gleju.
Układ komorowy powstaje w rozwoju zarodkowym z przekształcenia kanału środkowego cewy nerwowej. W część cewki nerwowej, z której rozwinie się pień mózgu, kanał środkowy zaczyna się rozszerzać dorsalnie i lateralnie, formując IV komorę, natomiast część kanału, która się nie rozszerza a pozostaje powyżej IV komory przekształca się ostatecznie w wodociąg mózgu. Komora czwarta zwęża się w miejscu zwanym zasuwką przechodząc w kanał środkowy rdzenia.

## Budowa
Wyróżnia się:

Model 3D ukazujący położenie układu komorowego w mózgu.

- dwie komory boczne (ventriculi laterales),
- komorę III (ventriculus tertius),
- komorę IV (ventriculus quartus).

oraz łączące je otwory i przewody:
| Nazwa                                     | Z              | Do                                                        |
| prawy i lewy otwór międzykomorowy (Monro) | komory boczne  | komora trzecia                                            |
| wodociąg mózgu (Sylwiusza)                | komora trzecia | komora czwarta                                            |
| otwór pośrodkowy (Magendiego)             | komora czwarta | przestrzeń podpajęczynówkowa/zbiornik wielki              |
| prawy i lewy otwór boczny (Luschki)       | komora czwarta | przestrzeń podpajęczynówkowa/zbiornik żyły mózgu wielkiej |

## Komory

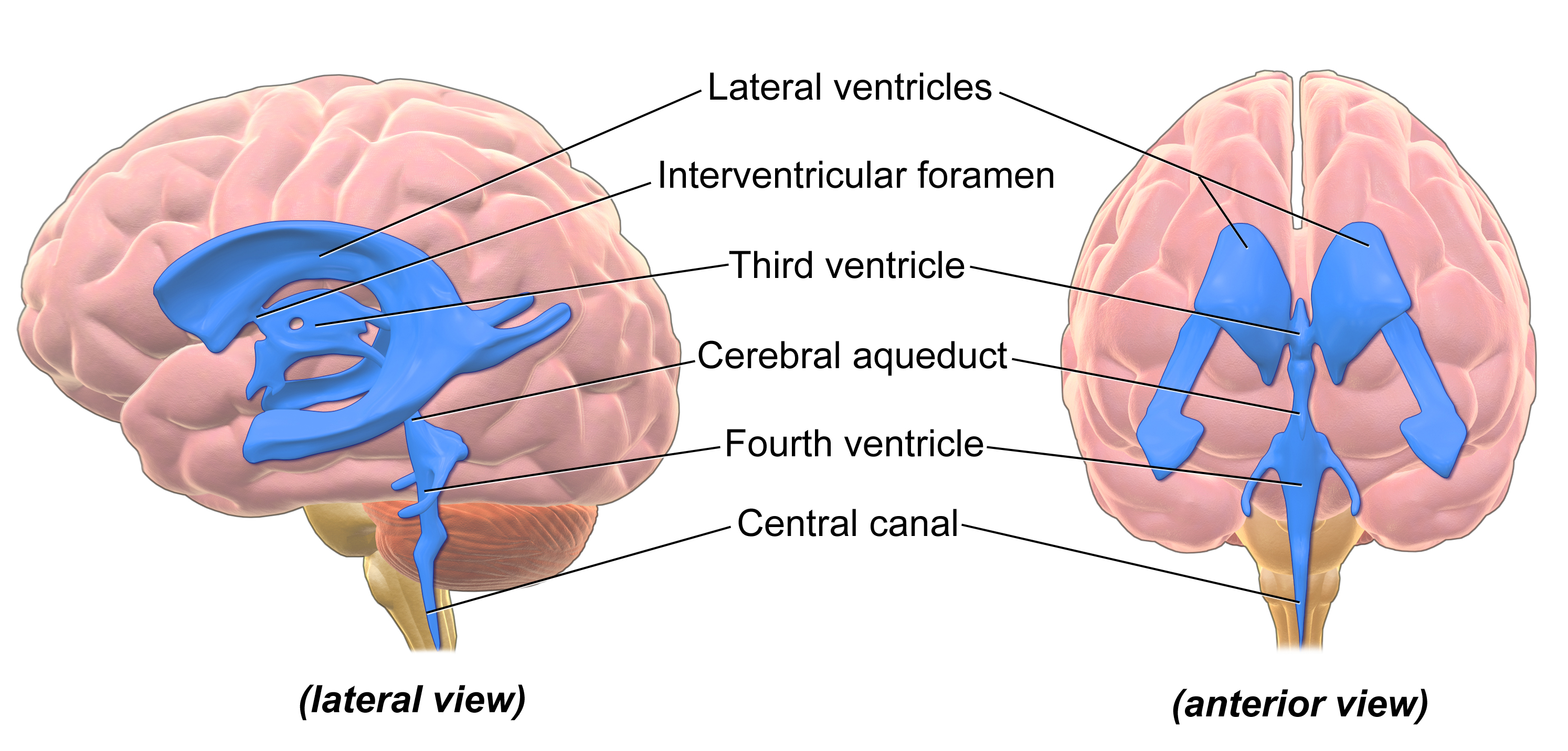
Układ komorowy (widok boczny i przedni).

Każda z obu półkul mózgu zawiera w sobie jedną komorę boczną posiadającą łukowaty kształt, przypominający przechyloną nieco w dół literę „C”. W komorach bocznych wyróżnia się rogi przednie (cornu anterius ventriculi lateralis) sięgające do płatów czołowych, rogi dolne (cornu inferius) w płatach skroniowych, rogi tylne (cornu posterius) w płatach potylicznych oraz części środkowe. Komory boczne poprzez otwory międzykomorowe (foramina intraventricularia) łączą się z leżącą nieco niżej, ale położoną centralnie komorą III, znajdującą się częściowo w obrębie międzymózgowia. W tylnej części komory III rozpoczyna się wąski kanał – wodociąg mózgu, który nie zawiera splotu naczyniówkowego i przebiegając przez śródmózgowie łączy się z leżącą jeszcze niżej, również w linii środkowej, komorą IV. Ostatnia z komór znajduje się pomiędzy tylną częścią pnia mózgu a móżdżkiem. Komora IV posiada dwa otwory boczne (aperturae laterales ventriculi quarti) oraz jeden nieparzysty otwór pośrodkowy (apertura mediana ventriculi quarti), przez które płyn mózgowo-rdzeniowy przechodzi do przestrzeni podpajęczynówkowej.

## Rozwój
Około trzeciego tygodnia rozwoju zarodkowego embrion jest trzywarstwową płaską strukturą. Jego grzbietową stronę pokrywa warstwa komórek, zwanych ektodermą. Na środku grzbietowej strony powstaje podłużna struna grzbietowa. Wraz ze wzrostem ektodermy struna grzbietowa zapada się, a następnie nad nią z tzw. neuroektodermy formowany jest kanał, który również zapada się pod powierzchnie ektodermy w postaci cewki nerwowej.
Około czwartego tygodnia od zapłodnienia, w okolicach głowy zarodka formują się trzy rozdęcia cewki nerwowej, znane jako przodomózgowie, śródmózgowie i tyłomózgowie, które w dalszym rozwoju mózgu formują pięć odcinków mózgowia. W czasie formowania się poszczególnych odcinków mózgu kanał wewnętrzny cewki nerwowej stanowi tzw. pierwotne komory mózgowia, z których rozwija się układ komorowy mózgu. Nerwowe komórki macierzyste, w szczególności komórki prekursorowe gleju, wyścielają rozwijający się układ komorowy w tzw. strefie komorowej.
Przodomózgowie dzieli się na kresomózgowie, z którego powstaje kora mózgu, oraz międzymózgowie. Fragmenty komór pierwotnych będących wewnątrz kresomózgowia formują parzyste komory boczne, natomiast komory pierwotne wewnątrz międzymózgowia rozwijają się w III komorę. Tyłomózgowie dzieli się na tyłomózgowie wtórne i rdzeniomózgowie. Komory pierwotne zawarte w tyłomózgowiu formują IV komorę, podczas gdy kanał cewki nerwowej wewnątrz śródmózgowia staje się wodociągiem mózgu. Przegroda przezroczysta to cienka, trójkątna struktura mózgowia oddzielająca przednie rogi komór bocznych, która biegnie od ciała modzelowatego do sklepienia. Około trzeciego miesiąca od zapłodnienia pomiędzy blaszki przegrody formuje się jama przegrody przezroczystej. W piątym miesiącu rozwoju zarodkowego, blaszki zaczynają się zamykać, co może potrwać do około sześciu miesięcy po urodzeniu. Zlewaniu się blaszek przegrody towarzyszy rozwój hipokampu, ciała migdałowatego, sklepienia, ciała modzelowatego i innych środkowych struktur mózgu. W przypadku niedorozwoju wspomnianych struktur limbicznych zlewanie się blaszek przegrody przezroczystej jest niepełne i jama przegrody pozostaje obecna przez całe życie.

## Funkcja

### Krążenie płynu mózgowo-rdzeniowego

MRI pokazujące krążenie płynu mózgowo-rdzeniowego.

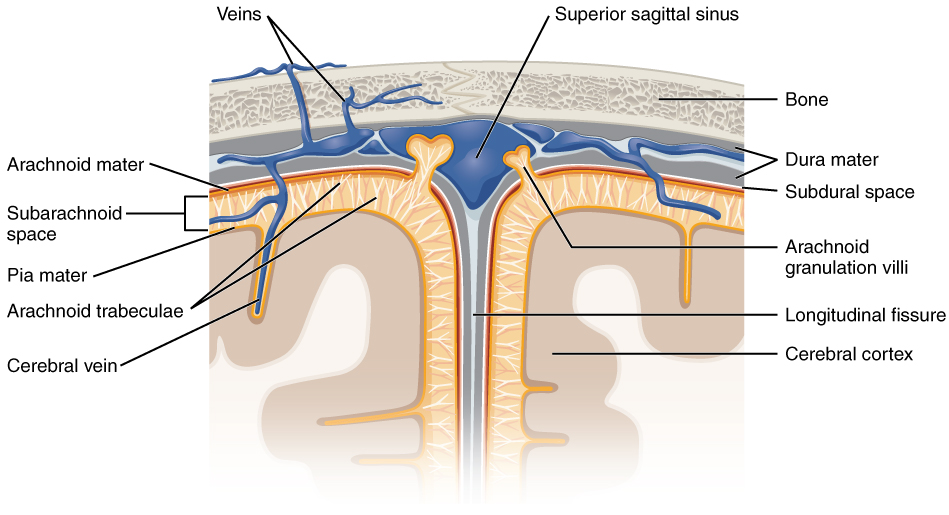
Płyn mózgowo-rdzeniowy przechodzi przez ziarnistości pajęczynówki do zatok opony twardej

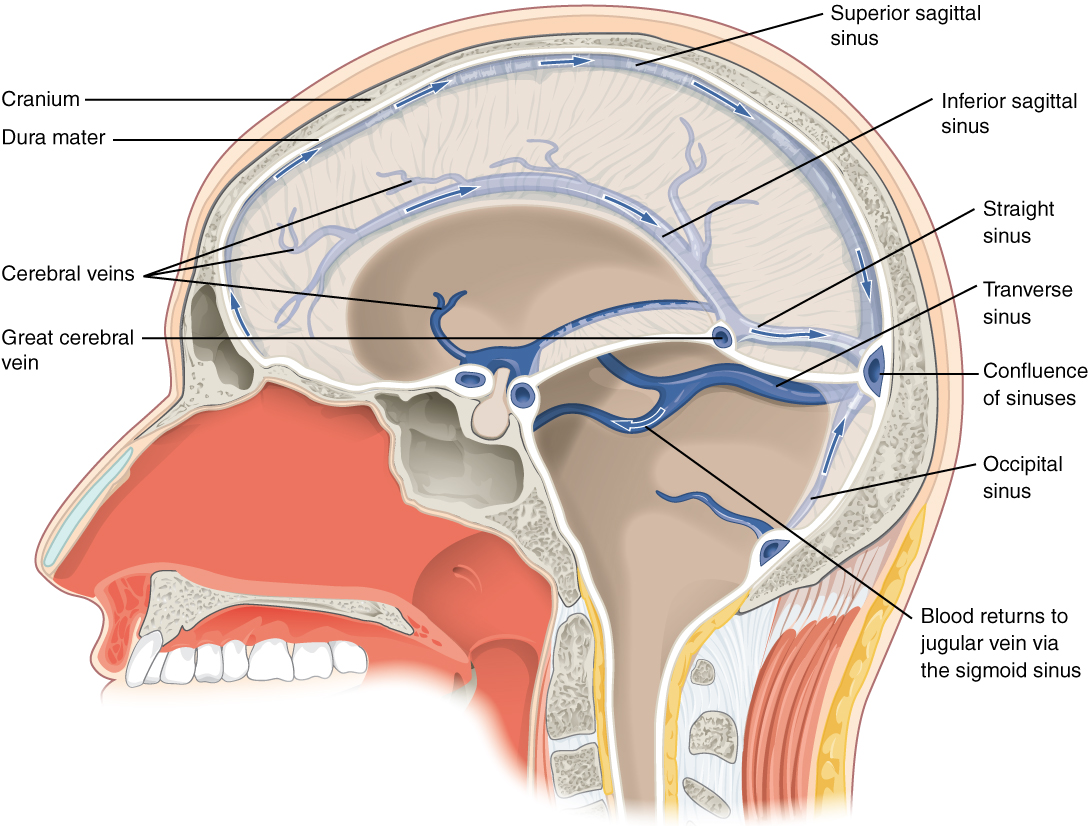
Schematyczne przedstawienie zatok opony twardej otaczających mózg.

Komory mózgu wypełnione są płynem mózgowo-rdzeniowym, który obmywa i amortyzuje mózg oraz rdzeń kręgowy wewnątrz struktur kostnych. Płyn jest produkowany przez wyspecjalizowane komórki wyściółki w splocie naczyniówkowym, który znajduje się we wszystkich elementach układu komorowego prócz wodociągu oraz tylnych rogów i przednich rogów komór bocznych. Płyn mózgowo-rdzeniowy przepływa z komór bocznych, poprzez otwory Monro, do komory trzeciej, a następnie przez wodociąg Sylwiusza do komory czwartej położonej w pniu mózgu. Z komory czwartej płyn mózgowo-rdzeniowy może przepłynąć do kanału środkowego rdzenia kręgowego lub do przestrzeni podpajęczynówkowej poprzez trzy nieduże otwory: pośrodkowy (Magendiego) i dwa boczne (Luschki).
Płyn następnie przepływa wokół zatoki strzałkowej górnej i jest reabsorbowany przez ziarnistości pajęczynówki do zatok opony twardej. Płyn mózgowo-rdzeniowy w rdzeniu kręgowym może płynąć aż do cysterny lędźwiowej, umiejscowionej blisko końca rdzenia kręgowego, wokół ogona końskiego, gdzie przeprowadza się nakłucie lędźwiowe.
Wodociąg mózgu i otwory układu komorowego są bardzo wąskie, w związku z czym mogą łatwo ulec zatorowi.

### Ochrona mózgowia
Mózg i rdzeń kręgowy są pokryte trzema oponami mózgowo-rdzeniowymi, grubą twardówką, pajęczynówką i oponą miękką. Płyn mózgowo-rdzeniowy w czaszce i rdzeniu kręgowym zapewnia dalszą ochronę oraz wyporność, znajdując się pomiędzy oponą miękką i pajęczynówką.
Płyn mózgowo-rdzeniowy, produkowany w układzie komorowym jest również niezbędny dla zachowania stabilności chemicznej i dostarczania substancji odżywczych dla mózgowia. Płyn chroni mózg przed wstrząsami i uderzeniami oraz zapewnia wyporność i wsparcie przeciwko sile ciążenia. Ponieważ mózg i płyn mózgowo-rdzeniowy mają podobną gęstość, mózg unosi się z neutralną wypornością, zawieszony w płynie mózgowo-rdzeniowym. Umożliwia to objętościowy i wagowy wzrost mózgu bez nacisku dna czaszki na tkanki nerwowe, co mogłoby powodować ich uszkodzenie.

## Znaczenie kliniczne
Zwężenie wodociągu mózgu lub otworów między komorami prowadzi do ich zablokowania, np. w trakcie krwotoków wewnątrzczaszkowych. Ponieważ płyn mózgowo-rdzeniowy jest produkowany w sposób ciągły przez splot naczyniówkowy, zablokowanie przepływu prowadzi do zwiększenia ciśnienia w komorach bocznych. Prowadzi to często do wystąpienia wodogłowia niekomunikującego. Jest to niezwykle poważne zaburzenie, niezależnie od przyczyny zablokowania przepływu. Endoskopowa wentrikulostomia trzeciej komory jest zabiegiem chirurgicznym stosowanym w leczeniu wodogłowia i polega ona na wykonaniu przy pomocy endoskopu, wprowadzonego w trakcie trepanacji czaszki, otworu w trzeciej komorze mózgu. Umożliwia to ujście płynu mózgowo-rdzeniowego bezpośrednio do przestrzeni podpajęczynówkowej z pominięciem zablokowanego odcinka układu komorowego. Operacja polegająca na wykonaniu otworu w dowolnej komorze mózgu nosi nazwę wentrikulostomii i umożliwia odprowadzenie nagromadzonego płynu przez tymczasowy kateter lub trwałą sztuczną przetokę mózgową.
Do innych schorzeń związanych z układem komorowym należy zaliczyć zapalenie opon mózgowo-rdzeniowych oraz stan zapalny komór mózgowych, wywołane infekcją lub napływem krwi w wyniku krwotoku (śródmózgowego lub podpajęczynówkowego).
Podczas embriogenezy może dojść do powstawania torbieli w splocie naczyniówkowym komór mózgowych.
Badania z użyciem tomografii komputerowej komór w późnych latach 70. XX wieku rzuciły nowe światło na wiele zaburzeń psychicznych. Badacze zauważyli, że osoby cierpiące na schizofrenię miały większe komory mózgowe w porównaniu ze średnią badanych grup. Był to pierwszy dowód na biologiczne podstawy schizofrenii, który doprowadził do renesansu badań z wykorzystaniem metod obrazowania. Rezonans magnetyczny (MRI) wyparł z czasem tomografię komputerową jako podstawowe narzędzie w badaniach nad wpływem anomalii układu komorowego na choroby psychiczne.
Wciąż nie jest pewne, czy powiększone komory mózgu są skutkiem, czy przyczyną schizofrenii. Komory mózgu są również powiększone w przypadku demencji, co tłumaczy się często czynnikami środowiskowymi. Należy jednak pamiętać, że w populacji ludzkiej istnieją duże różnice międzyosobnicze w wielkości komór, tak że procentowa różnica w ich wielkości między średnimi u osób zdrowych a chorych na schizofrenię (16%) nie jest bardzo odległa od naturalnych wahań w ich wielkości (zasięg zmienności wielkości komór mózgu u osób zdrowych to 25% do 350% średniej).
Jama przegrody przezroczystej jest luźno powiązana z występowaniem schizofrenii, zespołu stresu pourazowego, urazowym uszkodzeniem mózgu oraz osobowością dyssocjalną. Ponadto występowanie jamy przegrody przezroczystej stwierdza się przeważnie u osób cierpiących na encefalopatię bokserską.

## Historia
Około IV–V wieku n.e. Nemezjusz z Emesy oraz św. Augustyn wypracowali, wywodząc od koncepcji czynności psychicznych Arystotelesa i koncepcji gazu psychicznego Galena, tzw. „doktrynę komorową”, według której komory mózgu pompują pneumę duchową i są siedliskami różnych cech, takich jak fantazja, wyobraźnia, ocenianie, myślenie, czy pamięć.

## Galeria

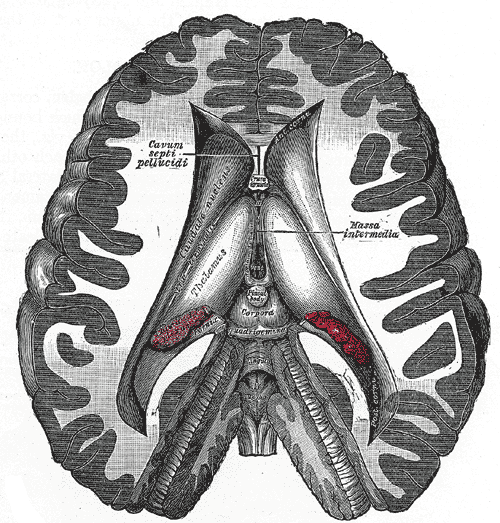
Przekrój poprzeczny mózgu pokazujący komory mózgu.
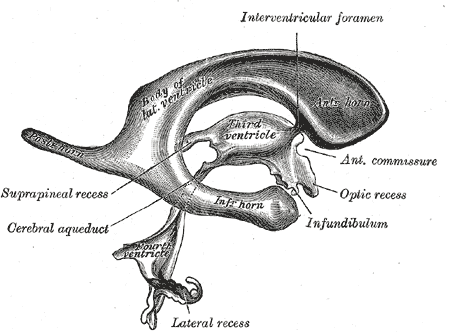
Rycina przedstawiająca układ komorowy. Widok z boku.
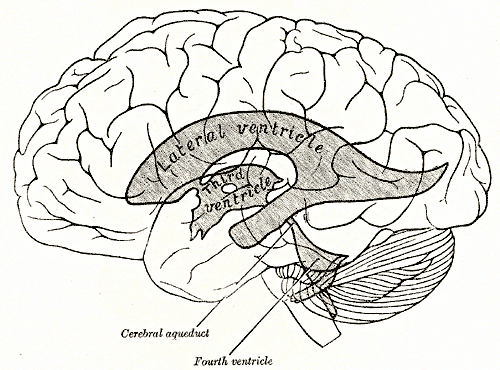
Schemat ilustrujący stosunki anatomiczne systemu komorowego mózgowia względem powierzchni mózgu.
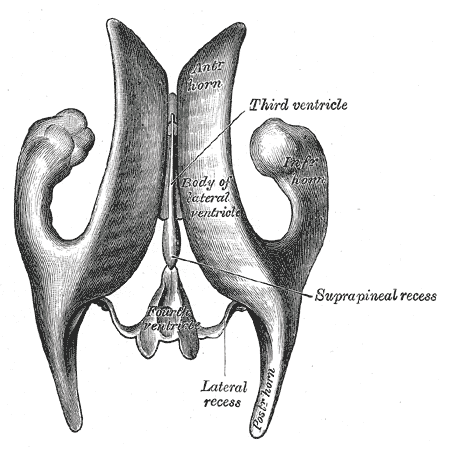
Rycina przedstawiająca układ komorowy. Widok z góry.
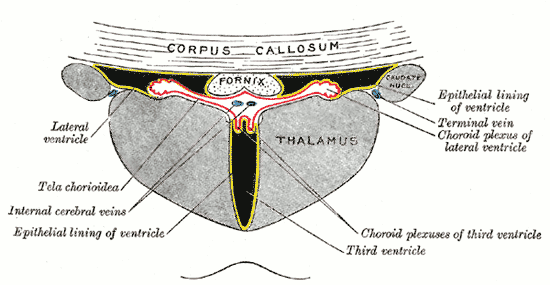
Schemat przedstawiający splot naczyniówkowy w układzie komorowym.